# Order of Nine Angles

Symbol des Order of Nine Angles

Der Order of Nine Angles (engl. ‚Orden der neun Winkel‘, abgekürzt ONA oder auch O9A) ist ein satanistischer rechtsextremer Orden aus Großbritannien.

## Geschichte und Organisation
Der Order of Nine Angles behauptet von sich selbst, seine Wurzeln im Sonnenkult von Albion (eine antike Bezeichnung Großbritanniens) zu haben. In ihren Ursprüngen basiere diese Tradition auf einer Form von empathischer Magie, die hauptsächlich in Gesängen und der Nutzung von Kristallen Verwendung gefunden habe. Diese Tradition habe seit Jahrhunderten im Geheimen existiert, man sei aber erst im 20. Jahrhundert an die Öffentlichkeit getreten; bis dahin habe die Tradition sich mündlich gehalten, nur ein paar Zeremonien seien in codierter Form niedergeschrieben worden. Eine jahrhundertealte Tradition ist allerdings unwahrscheinlich, da esoterische Gruppen meist nur kurz bestehen und wenige derzeit existierende Gruppen eine ungebrochene Tradition von mehr als 50 Jahren aufweisen können. Nach einem Essay von Elisabeth Selwyn über Verbindungen zwischen Satanismus und Faschismus in Großbritannien (The Right Wing Left Hand Path) geht der Order of Nine Angles auf einen Gründer namens Anton Long zurück und tauchte 1975 in Leeds das erste Mal auf; Selwyn zufolge ist Long mit Stephen Brown und Algar Langton identisch, hinter diesen Namen stehe David Myatt. Nicholas Goodrick-Clarke zufolge entstand der Orden aus den neuheidnischen Gruppen Camlad, The Noctulians und Temple of the Sun, die in den 1960er Jahren vereint worden seien. Myatt habe den Orden übernommen, nachdem der Anführer nach Australien ausgewandert sei, und dessen Lehren kodifiziert und zu einem voll entwickelten System erweitert. Das Magazin des Ordens, Fenrir, erschien dann erstmals im Jahre 1988. Kerry Bolton zufolge stehen David Myatt und Richard Moult, der Myatts Nachfolge als Großmeister des ONA angetreten habe, hinter dem Namen Anton Long. Generell ist die Ansicht, dass Long mit Myatt identisch sei, weit verbreitet, Myatt bestreitet dies jedoch.
1990 soll Christos Beest, hinter dem der britische Künstler Richard Moult stehen soll, Longs Stelle als Vertreter des Ordens nach außen übernommen haben; Goodrick-Clarke behauptet, Beest sei zu Myatts Nachfolger ernannt worden. Beest selbst bezeichnete sich als äußeren Repräsentanten des ONA und seinen Status als limitierte „öffentliche“ Rolle, wohingegen Long Großmeister des ONA blieb. Beest erstellte unter anderem The Sinister Tarot, The Black Book of Satan II und mehrere Tonaufnahmen, darunter mehrere Versionen des von ihm geschriebenen The Self Immolation Rite. Die liturgischen Gesänge des ONA werden von Goodrick-Clarke als „Tonvibrationen, bekannt als Esoterischer Gesang“, bezeichnet.
Mit dem Order of Nine Angles in Verbindung stand auch der US-amerikanische Musiker Michael W. Ford, der sich für die pragmatische und fortgeschrittene Annäherung an den Satanismus, die Stärkung des Selbst und die Herausforderungen interessierte. Er bezeichnet es als Glück, Kontakt mit und etwas Praxisanleitung von Beest gehabt zu haben, den er als talentierten Künstler bezeichnet. Er habe mit ihm allerdings nie „NS-Kontakt“ gehabt, viele der NS-Ideen seien von anderen Personen gewesen. Ford wurde zeitweiliger Leiter einer ONA-Zelle. Da Ford im Zuge seiner Entwicklung den Orden als limitiert empfand und viele seiner Eingeweihten NS-Idealen folgten, verließ er den ONA. Allerdings veröffentlichte er später die Bücher NAOS: A Practical Guide to Modern Magick, The Black Book of Satan I, II & III  und The Sinister Collection mit von ihm geschriebenen Vorwörtern und vertreibt die CD The Self Immolation Rite über seinen Webshop Luciferian Witchcraft. Beest wiederum soll den Orden 1999 verlassen haben.
Laut Beest steht nur eine Handvoll größtenteils im Verborgenen arbeitender Personen mit dem Order of Nine Angles in Verbindung, er hat jedoch aufgrund seiner kontroversen Ansichten für Aufmerksamkeit in den Medien wie auch unter Satanisten gesorgt; im Gegensatz zur Anzahl seiner Mitglieder hat die größte dem ONA gewidmete Yahoo-Gruppe 676 Mitglieder, eine kleinere 213 und eine australische 136.

## Ausrichtung

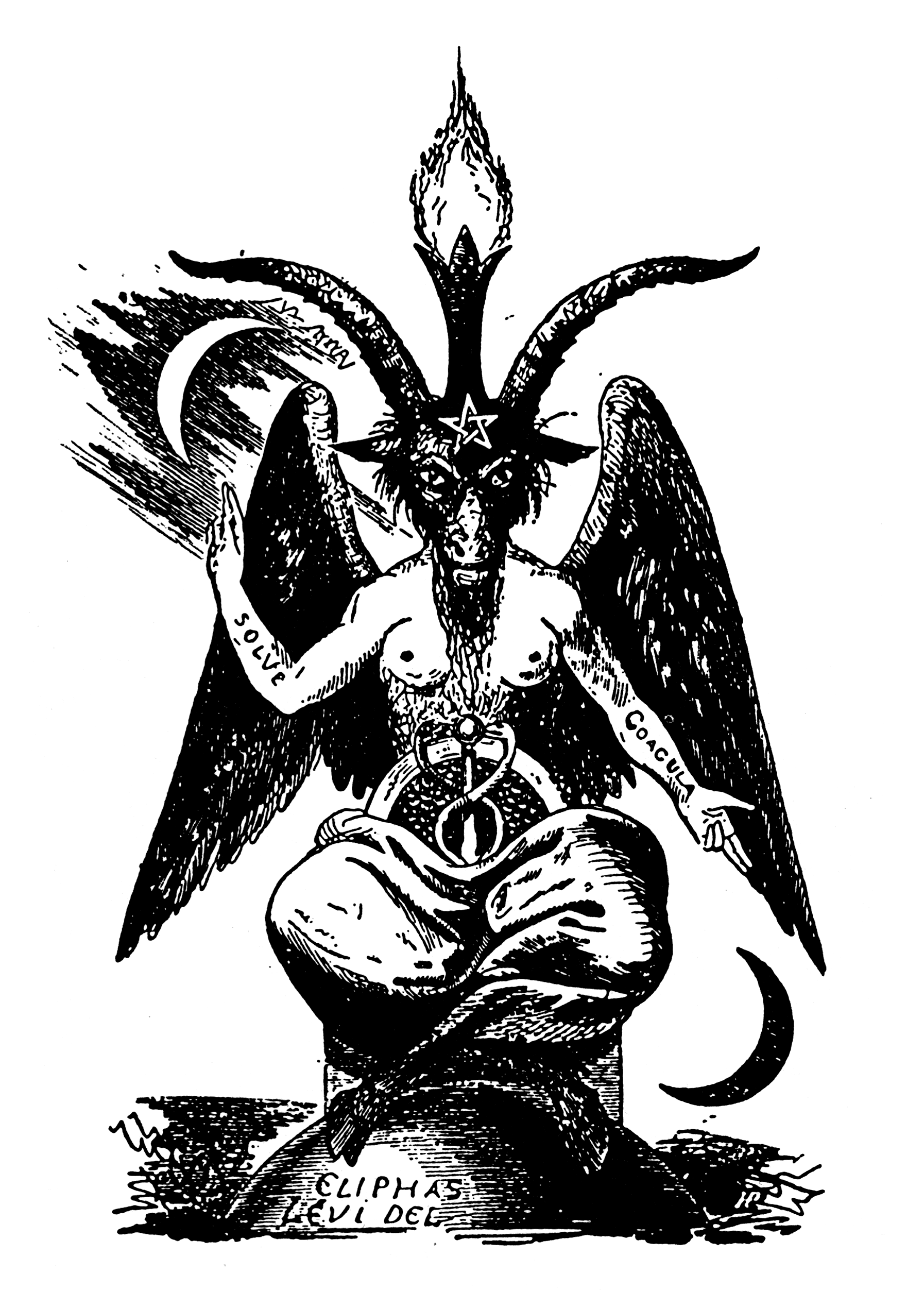
Éliphas Lévis hermaphroditische Baphomet-Darstellung aus seinem Werk Dogme et Rituel de la Haute Magie (1854) wird vom ONA abgelehnt.

Der Order of Nine Angles bezeichnete sich als erste Gruppierung in seinen Schriften als Vertreter eines traditionellen Satanismus, im Gegensatz zum von Anton Szandor LaVey geprägten „modernen Satanismus“. Diese Bezeichnung steht nicht für Satanismus im traditionellen Sinne der Verehrung eines realen Satans, sondern für eine vom ONA behauptete geheime Tradition über mehrere Generationen; diese Behauptung wird jedoch angezweifelt. Für den ONA geht traditioneller Satanismus weit über die Befriedigung des Lustprinzips hinaus und beinhaltet Selbstbeherrschung, Selbstüberwindung und kosmische Weisheit. Seine Vorstellung von Satanismus ist pragmatisch mit einem Schwerpunkt auf der Evolution des Individuums durch gefährliche Situationen. Die Bezeichnung als traditioneller Satanismus wird aber auch unabhängig vom ONA von zahlreichen theistischen Satanisten verwandt andere bevorzugen die Bezeichnung theistischer Satanismus, auch zur Abgrenzung vom ONA. Als Gottheiten des traditionellen Satanismus nennt der ONA die dunkle Göttin Baphomet und den dunklen Gott Satan. Éliphas Lévis hermaphroditische Baphomet-Darstellung wird als romantische Verwirrung oder Verzerrung angesehen.
Der ONA hat eine eigene Form von Magie mit direktem Bezug auf Geschichte und Politik entwickelt, die Aeonics (‚Äonik‘) genannt wird und insbesondere von Arnold J. Toynbee und Oswald Spengler inspiriert ist. Laut des ONA dauert ein Äon zwischen tausend und eineinhalbtausend bis hin zu manchmal beinahe zweitausend Jahren und ist charakterisiert durch die Gegenwart bestimmter akausaler Energien auf der Erde, die eine Vielzahl von Individuen über einen bestimmten kausalen Zeitraum beeinflussen. Ein Äon ist immer mit einer äonischen Zivilisation verbunden, die in einer bestimmten geographischen Gegend entsteht und in der Regel mit einem bestimmten Mythos verbunden ist. Der Orden weist dazu an, keine Symbolik alter, „toter“ Äonen (zum Beispiel ägyptische oder sumerische) zu verwenden, sondern die des traditionellen Satanismus und des Septenar-Systems, die die laut des ONA alte und nicht authentische Symbolik der Kabbala vermeidet; reinere Magie, wie die des Septenar-Weges, sei effektiver. Der Orden lehnt semitische Traditionen ab und betrachtet die bewusste Vermeidung semitischer und christlicher Einflüsse, zu denen er Kabbala und Goëtie zählt, als charakteristisch für die sinistre Tradition. Er betrachtet seinen Septenar-Weg als die authentische westliche Tradition im Gegensatz zur Kabbala. Entsprechend wird auch der Name Satan nicht über die semitische Wurzel שָׂטָן ‚Ankläger‘ erklärt, sondern über das griechische aitia ‚Anklage‘, aus dem durch Korruption das hebräische Satan entstanden sei.
Der Orden grenzt sich scharf von den Traditionen der westlichen Esoterik ab. Die Annahme, dass Anton Long vom Magier Aleister Crowley und dem Hermetic Order of the Golden Dawn beeinflusst worden sei, wird vom ONA bestritten. Crowley wird als „ziemlich konventionelles, wenngleich einigermaßen exzentrisches, Beispiel“ für den Pfad zur rechten Hand bezeichnet und als mit keinem genuinen Pfad zur linken Hand oder genuinen sinistren Weg verbunden angesehen; dies sei durch sein Vertrauen in Orden und Organisationen alter Äonen, das Fehlen dunkler und sinistrer Taten und Inspiration zu solchen, und seine „pseudo-mystischen“ Schriften sowie die seiner Anhänger deutlich. Er habe sich eindeutig nie über den Rang eines Adepten hinaus entwickelt und wohl auch diesen nie erreicht. Es fehle das Verständnis eines genuinen Adepten, das der Entwicklung und Verwendung neuer Archetypen und archetypischer Formen, das Verständnis von Äonen, äonischer Magie und Magie selbst (was sich in seiner Deklaration eines neuen Equinox der Götter zeige). Crowley habe, wie die meisten Okkultisten seiner Zeit, und wie im Liber AL vel Legis deutlich werde, nur tote archetypische Formen eines toten Äons verwandt, in seinem Fall die des sumerischen Äons und der damit assoziierten ägyptischen Zivilisation. Crowleys Liber AL vel Legis und Michael Aquinos Book of Coming Forth by Night seien gute Beispiele für Texte von Personen, die sich in einem frühen Stadium des esoterischen Pfades befänden. Einsichtige Magier würden aus diesen Schriften lernen und sie als bloße Erforschungen ihres Unbewussten ansehen, während die Uneinsichtigen bei diesen Arbeiten verweilen würden, wofür John Dee als „klassischer Fall“ angeführt wird. Diese uneinsichtigen Personen würden diese Arbeiten als Ausdruck einer „supranaturalen“ Wesenheit oder Gottheit und somit als echte und wichtige Offenbarung ansehen. Bei Crowley zeige dies sich in seinen weiteren Schriften über das Liber AL vel Legis und dem Propagieren desselben. Er habe außerdem das „korrupte und bastardische“ System des Golden Dawn propagiert, das auf der Kabbala basiere, die samt ihrer Korruption durch den Golden Dawn und Crowley die Antithese der „genuinen westlichen“, septenar-basierten Tradition sei. Ebenso werden dem französischen Okkultisten Éliphas Lévi Lügen und Verzerrungen vorgeworfen.
Laut Anton Long waren die Wurzeln des Septenar-Systems unbekannt, als er den ONA übernahm, einer mündlichen Tradition zufolge habe es jedoch in den Werken von Personen wie Robert Fludd Anspielungen auf diese siebenfaltige Ordnung gegeben. Einige Jahre später entdeckte er die Werke mehrerer arabischer Alchemisten und Autoren, die nicht nur ein System von sieben fundamentalen Elementen (al-ajsad al-sabaah), sondern auch eines von neun Emanationen des Einen konstruiert hätten, die diese sieben Elemente und zwei weitere enthielten, die sich durch andere Aspekte, Typen oder Wurzeln der Zeit selbst unterschieden, wie im alchemistischen Manuskript Al-Kitab al-Aflak beschrieben. Diese neun Emanationen schienen ein Spiegelbild der neun Winkel aus Longs Modell zu sein. Diese neun Winkel im Ordensnamen, der auf Longs Theorie zu kausalem und akausalem Raum und kausaler und akausaler Zeit basiert, bestehen aus den sieben Emanationen des Baums des Wyrd und zwei zusätzlichen Nexionen (Verbindungen zum Akausalen), die den Baum des Wyrd selbst und den Abgrund (eine Verbindung zwischen dem Individuum und dem Akausalen) als Nexionen repräsentieren. Diese Winkel haben je nach Zusammenhang mehrere Bedeutungen oder exoterische oder esoterische Interpretationen. Sie stehen im esoterischen Sinne für die neun  Kombinationen und Transformationen der drei alchemistischen Grundsubstanzen, die samt ihrer neun kausalen und akausalen Transformationen im Sternenspiel des ONA dargestellt werden. Im exoterischen Sinne repräsentieren sie die sieben Nexionen im Baum des Wyrd und die beiden Nexionen, die den Baum des Wyrd selbst als Nexion repräsentieren, wobei der Abgrund (eine Verbindung zwischen Individuum und Akausalem) eines der beiden anderen Nexionen bezeichnet. Die einzelnen Sphären können dabei als Reflexion oder Schatten einer anderen stehen. In einem anderen exoterischen Sinne stehen sieben Winkel für den alchemistischen Prozess der sieben und die anderen beiden für die Vereinigung der Gegensätze; in einem Ritual wie The Rite of the Nine Angles könnte dies beispielsweise die Vereinigung von Mann und Frau bedeuten, aber auch für andere Kombinationen stehen. Weiterhin sind die neun Winkel Symbole des Sternenspiels, das selbst Magie in Form eines Nexions zum Akausalen ist.
Der ONA ist sozialdarwinistisch ausgerichtet und beschäftigt sich intellektuell mit Menschenopfern, für die Long nach eigenen Angaben Anweisungen aus der mündlichen Tradition des Ordens übermittelt bekam. Er bezieht sich außerdem auf den Nationalsozialismus; unter anderem werden die Jahreszahlen vom ONA mit year of fire (abgekürzt yf) angegeben und von Hitlers Geburtsjahr (1889) an gerechnet; das The Black Book of Satan III mit der Jahresangabe year of fire 103 ist demnach 1992 erschienen. Selwyn gibt Year of the Fuhrer als Bedeutung der Abkürzung yf an. Bei der Mass of Heresy (‚Messe der Häresie‘) wird eine Hakenkreuzflagge hinter dem Altar aufgehängt und Adolf Hitler angerufen. Hitler wird als von den Göttern gesandt bezeichnet und der Holocaust geleugnet. Als Ziel dieser Messe gibt der ONA an, anerkannte Glaubenssätze zur Neuzeit zu hinterfragen, Dissens zu provozieren und promethische Herausforderung insbesondere in der Psyche des Individuums zu bestärken, und dunkle Kräfte zu stärken. Der Order of Nine Angles bezeichnet den Nationalsozialismus als Ethos des Westens und als einzige wahre existente Häresie mit der esoterischen Ausnahme des traditionellen Satanismus; nur er könne vom System nicht gekauft werden und sei deshalb die einzige Möglichkeit, es zum Zusammenbruch zu bringen. Der Nationalsozialismus wird als kontemporäre Form des Heidentums bezeichnet, die alle anderen obsolet mache. Die Holocaustleugnung beschränkt sich nicht auf diese Messe, sondern wird auch in anderen Artikeln und Interviews praktiziert. Außerdem bezeichnet der ONA das nationalsozialistische Deutschland als Ausbruch luziferischen Lichts und praktischen Ausdruck satanischen Geistes, angeführt von Hitler, der in der Lage gewesen sei, akausale Energie zu verwenden und zu erden, um politische Ziele zu erreichen.
Der Order of Nine Angles bezeichnet die westlichen und viele weitere Staaten als zionistisch kontrolliert und übernimmt die rechtsextreme Verschwörungstheorie einer zionistischen Besatzungsregierung (Zionist Occupation Government, abgekürzt ZOG). Um das System zu zerstören, seien Aktionen vonnöten, und jede Gruppe, die praktische Aktionen gegen das System verübe, sei interessant aus der Sicht der sinistren Dialektik oder für die, die eine äonische Einsichtsrolle (Aeonic Insight Role) übernehmen. Als Einsichtsrollen werden gefährliche Techniken mit dem Ziel, das persönliche Verständnis zu entwickeln, bezeichnet, der entsprechende Lebensweg soll für eine spezifische Periode (zwischen sechs Monaten und zwei Jahren) beschritten werden. Die Rolle muss in Konflikt mit den persönlichen Gefühlen und Weltsichten des Individuums stehen und das Gegenteil ihrer eigenen Persönlichkeit verkörpern; dennoch soll es sich mit der Rolle identifizieren und sie nicht bloß als unangenehme Aufgabe ansehen. Die Rolle wird als magisches Ritual angesehen (weitere magische Arbeit soll während des Spiels dieser Rolle nicht ausgeübt werden) und angenommen, nachdem es das Gradritual des externen Adepten hinter sich und seine eigene magische Gruppe für mindestens sechs Monate erfolgreich geführt hat. Es ist verboten, irgendwem den Grund für den plötzlichen Sinneswandel zu erklären. Als Beispiele werden im Artikel Aeonic Insight Roles unter anderem vorgeschlagen, die Rolle eines Attentäters einzunehmen, sich dem Islam anzuschließen und diesen im Dschihad zu unterstützen, eine aktive anarchistische Gruppe zu gründen oder sich einer anzuschließen, oder einer neonazistischen und aus dieser heraus Geschichtsrevisionismus zu fördern und propagieren. Ebenso empfiehlt der Order of Nine Angles im Artikel Insight Roles II etwa Linken und Anarchisten, einer rechtsextremen Gruppe beizutreten, Freunden von Wein, Weib und Gesang den Beitritt zu einem buddhistischen Tempel, Pazifisten den zur französischen Fremdenlegion oder antiautoritär Eingestellten die Arbeit als Polizist.
Der ONA publizierte mehrere Anleitungen für Schwarze Messen: eine traditionelle in Codex Saerus: Black Book of Satan, in The Black Book of Satan III folgten (je nach Edition) The Black Mass of Life in teils lateinischer und teils altenglischer Sprache, The Mass of Heresy mit positiven Bezugnahmen auf Adolf Hitler und den Nationalsozialismus und The Black Mass – Gay Version für (jeweils ausschließlich männliche oder weibliche) Homosexuelle mit entsprechenden Instruktionen je nach Geschlecht. 2010 veröffentlichte der Orden eine islamistisch geprägte Version in seinem Journal Fenrir.

## Rezeption und Einfluss
Der Order of Nine Angles wird von vielen Satanisten abgelehnt, sowohl von jenen, welche ideologisch der vom ONA abgelehnten Church of Satan nahestehen, als auch von zahlreichen theistischen Satanisten. Schriften des ONA wie The Black Book of Satan oder NAOS sind im Internet weit verstreut.
Der Order of Nine Angles hat unter anderem die Gruppierungen The Black Order und Order of the Left Hand Path / Ordo Sinistra Vivendi des ONA-Adepten Kerry Bolton Fraternitas Loki The Joy of Satan und den White Order of Thule beeinflusst. Einige Publikationen des Templvm Carnis sind stark an den Order of Nine Angles angelehnt, nach Aussage der Mitglieder zählt „das von ihnen entwickelte Magiesystem zu einem der effektivsten im Bereich dieser Magie.“ Außerdem bezieht sich die französische Black-Metal-Band Aosoth mit ihrem Namen auf die gleichnamige weibliche Kraft, die im Buch NAOS erwähnt wird. Die ersten Aufnahmen (bis Ashes of Angels) waren stark von den Doktrinen des ONA beeinflusst, die Band beansprucht aber nicht, diesem anzugehören oder Propaganda für ihn zu betreiben. Die Texte auf Ashes of Angels allerdings schrieb der Sänger MkM in einem ähnlichen Kontext und Prozess wie die für seine andere Band Antaeus. Ebenfalls vom ONA beeinflusst ist die Band Vendetta Blitz von Kristian Kjelsberg, der auch in der NSBM-Band The Helheim Society spielte.

## Rechtsterroristische Verbindungen und Aktivitäten
Der Order of Nine Angles hielt Verbindungen zu rechtsextremen Terrororganisationen wie der Atomwaffen Division und der britischen National Action. Nach der Auflösung der Atomwaffen Division im März 2020 formierten sich Mitglieder im Juli 2020 in der Nachfolgeorganisation National Socialist Order (NSO), welche weiterhin mit dem O9A verbunden war. Es bildete sich in der Folge die Gruppierung National Socialist Order of Nine Angles (NSO9A), welche ideologisch sowohl von dem O9A, als auch von der NSO geprägt ist.
Das Southern Poverty Law Center verortet den O9A an einer „wichtigen Position im internationalen Nexus von okkulten, esoterischen und satanistischen Neonazi-Gruppierungen“ Laut dem Bericht eines The-Times-Reporters, der die Gruppe infiltriert hatte, rufe diese zu Terroraktionen auf und propagiere einen Esoterischen Hitlerismus. Anfang März 2020 initiierte die britische Organisation Hope Not Hate Bestrebungen, den O9A als Terrorgruppierung verbieten zu lassen, welche unter anderem von der ehemaligen britischen Arbeits- und heutigen Innenministerin Yvette Cooper und Stephanie Peacock, beide Mitglieder des britischen Parlaments, unterstützt werden.
Der US-Soldat Ethan Melzer wird beschuldigt, bis Juni 2020 dem ONA interne Sicherheitsinformationen über seine US-Army-Einheit bereitgestellt zu haben, damit dieser diese an islamistische Dschihadisten zur Durchführung eines Terroranschlags auf die Einheit weitergebe. Vier weitere rechtsextreme Terroranschläge im Vereinigten Königreich, die von 2019 bis 2020 durchgeführt wurden, werden mit dem O9A in Verbindung gesetzt.